# Diphasium zanclophyllum
Diphasium zanclophyllum là một loài thực vật có mạch trong Họ Thạch tùng. Loài này được (J.H. Wilce) Rothm. mô tả khoa học đầu tiên năm 1962.